# Rochdi Achenteh
Rochdi Achenteh (Eindhoven, 7 marzo 1988) è un calciatore olandese naturalizzato marocchino, centrocampista del Gestel.

## Carriera

### Club
Ha esordito in Eredivisie nella stagione 2012-2013 con il PEC Zwolle, giocando 33 partite. Nella stagione successiva, dopo ulteriori 17 presenze in campionato, passa al Vitesse, sempre in massima serie.

### Nazionale
Ha giocato nella nazionale marocchina.

## Palmarès

### Club

#### Competizioni nazionali
- Eerste Divisie: 1

Zwolle: 2011-2012
- Coppa dei Paesi Bassi: 1

PEC Zwolle: 2013-2014
- Supercoppa d'Armenia: 1

Ararat-Armenia: 2019
- Campionato armeno: 1

Ararat-Armenia: 2019-2020